# Gillian Sheen
Gillian Mary Sheen (Willesden, 21 de agosto de 1928-Auburn, 5 de julio de 2021) fue una deportista británica que compitió en esgrima, especialista en la modalidad de florete.
Participó en tres Juegos Olímpicos de Verano entre los años 1952 y 1960, obteniendo una medalla de oro en Melbourne 1956 en la prueba individual. Ganó una medalla de bronce en el Campeonato Mundial de Esgrima de 1950.

## Palmarés internacional
| Juegos Olímpicos   | Juegos Olímpicos      | Juegos Olímpicos  | Juegos Olímpicos    |
| Año                | Lugar                 | Medalla           | Prueba              |
| ------------------ | --------------------- | ----------------- | ------------------- |
| 1956               | Melbourne (Australia) | Medalla de oro    | Florete individual  |
| Campeonato Mundial |                       |                   |                     |
| Año                | Lugar                 | Medalla           | Prueba              |
| 1950               | Montecarlo (Mónaco)   | Medalla de bronce | Florete por equipos |